# La Lande-de-Lougé
La Lande-de-Lougé è un comune francese di 50 abitanti situato nel dipartimento dell'Orne nella regione della Normandia.

## Società

### Evoluzione demografica
Abitanti censiti